# Patrice Estanguet
Pour l’article homonyme, voir Estanguet.
Patrice Estanguet, né le 19 avril 1973 à Pau, est un champion français de canoë monoplace (C1) 
Après une médaille de bronze aux Jeux olympiques d'été de 1996 à Atlanta, il participe avec son frère cadet Tony aux qualifications pour les Jeux olympiques de 2000 à Sydney. Finalement, c'est son frère qui participera au slalom olympique, remportant la médaille d'or olympique.
En 2002, lors des championnats du monde qui se déroulent en France sur le site de Bourg-Saint-Maurice, c'est lui qui reprend le flambeau familial en remportant une médaille de bronze.
De 2008 à 2012, il est entraîneur de son frère Tony Estanguet, trois fois champion olympique et trois fois champion du monde.
Patrice Estanguet est actuellement professeur d'éducation physique et sportive au lycée Louis-Barthou à Pau depuis septembre 2021.

## Palmarès

### Jeux olympiques d'été
- Jeux olympiques de 1996 à Atlanta (États-Unis) :
  -  Médaille de bronze en slalom C-1

### Championnat du monde
- Championnats du monde 1997 à Três Coroas (Brésil) :
  -  Médaille d'argent en slalom C-1 par équipes
- Championnats du monde 1999 à La Seu d'Urgell (Espagne) :
  -  Médaille de bronze en slalom C-1 par équipes
- Championnats du monde 2002 à Bourg-Saint-Maurice (France) :
  -  Médaille de bronze en slalom C-1
- Championnats du monde 2003 à Augsbourg (Allemagne) :
  -  Médaille d'argent en slalom C-1 par équipes

### Coupe du monde
- Vainqueur de la Coupe du monde en 1996 et 1997